# 野人女真
野人女真，中国明代时期女真族三大部之一。明代女真分为建州、海西、野人女真三部。其中野人女真的地区最北，主要分佈於海西（今松花江東）以北、以東和建州以東北的地方，包括了松花江中游、黑龍江和烏蘇里江流域，東達日本海沿岸与海參崴。后金和清初的渥集（穆麟德轉寫：weji，原意为“森林”）也可作为散居的女真部落的泛称，也被朝鲜王朝称为“兀狄哈”。
野人女真主要由东海女真和北山女真等部落群组成，因东海女真居多，故也统称为东海女真，居住在松花江、乌苏里江流域以及其东的滨海地区的东海女真。根據《清太祖高皇帝實錄》，东海女真分為：渥集部、瓦爾喀部和庫爾喀部。渥集部又称窝集部、兀狄哈，今称为乌德盖人。瓦尔喀部以居瓦尔喀河得名，有长白山瓦尔喀、东海瓦尔喀两种，是明代中叶未随着女真南迁而留在本地的遗民。庫爾喀部又称虎尔喀、胡儿胯、瑚里哈，庫爾喀即忽汗、胡里改。东海女真范围略小于明朝所称的野人女真。外兴安岭以北的部落被称为北山女真，但史书记载极少，与满-通古斯民族的关系也不明。
另一说女真族分为四大部，包括上述三部及黑龙江女真。这些部落發展都落後於建州女真和海西女真。
从1596年开始到1625年的近三十年间，努尔哈赤统领的建州女真多次出兵征服野人女真。其中一些逃入張廣才嶺的野人女真，始終未曾被清朝編戶或編旗統治，被當地駐防的旗人稱為巴拉人。
儘管清政府屢次將他們內遷，納進伊徹滿洲，但仍有少部分留居原地的野人女真没有融入滿族，而是依原有族群分別形成赫哲族、鄂伦春族、奧羅奇人、烏德蓋人等。

## 文獻注释

### 书目
- 《中國大百科全書》